# Code de procédure civile du Bas-Canada
Lire en ligne

version de 1867

Code de procédure de la province de Québec (1897-1966)
Le Code de procédure civile du Bas-Canada est code qui comprenait les règles de procédure civile applicables devant les tribunaux du Canada-Est, puis du Québec. Il a été adopté en 1866 par le Parlement de la province du Canada, pour s'appliquer sur le territoire du Canada-Est. Lors de la création du Canada en 1867, le code est devenu sous la responsabilité du Parlement du Québec, sans qu'il soit adopté à nouveau.

## Histoire
En 1857, la Commission ayant pour mandat de codifier les lois du Bas-Canada relatives aux affaires civiles est créée. Les commissaires ont notamment pour mandat d'écrire un « Code de procédure civile du Bas Canada » qui comprendra les « dispositions des lois du Bas Canada qui se rapportent à la procédure en matières et causes civiles, et qui ont un caractère général et permanent. »
Le Parlement de la province du Canada sanctionne donc, le 15 août 1866, le premier code de procédure applicable au Canada-Est. Il entre en vigueur le 28 juin 1867. Trois jours plus tard, le Canada est créé par l'Acte de l'Amérique du Nord britannique de 1867 et le code devient celui en vigueur au Québec.
Ce premier code de procédure sera abrogé lors de l'entrée en vigueur du Code de procédure de la province de Québec en 1897.

## Contenu
Le Code était composé de 3 parties, la deuxième partie comprenant 5 livres :
1. Dispositions générales
2. Procédure devant les différents tribunaux
  1. Cour supérieure
  2. [sans titre] (porte sur les mesures provisionnelles et procédures spéciales)
  3. De la Cour de circuit
  4. Cour du banc de la Reine (juridiction d'appel)
  5. Juridictions inférieures
3. Procédures non contentieuses